# Alexander Zickler
Alexander Zickler (n. 28 februarie 1974, Bad Salzungen, Turingia) este un fost fotbalist german care a jucat pe postul de atacant. Printre altele a evoluat la Bayern München și la clubul Red Bull Salzburg din Bundesliga Austriacă.